# Euproctis nigrofasciata
Euproctis nigrofasciata är en fjärilsart som beskrevs av Aurivillius 1920. Euproctis nigrofasciata ingår i släktet Euproctis och familjen tofsspinnare. Inga underarter finns listade i Catalogue of Life.